# Hermann Josef Müller
Hermann Josef Müller (Pseudonyme: Ad. Adam, Kaspar Klops, * 25. April 1901 in Mülheim an der Ruhr; † 23. Juli 1955 in Düsseldorf) war ein deutscher Schriftsteller.

## Leben
Hermann Josef Müller lebte in Essen-Altenessen; er war als Zeichner, Dekorateur und ab 1925 als Straßenbahner tätig. Ab 1942 nahm er als Soldat am Zweiten Weltkrieg teil. Er veröffentlichte Erzählungen und Gedichte, in denen er seine Erfahrungen als Straßenbahnfahrer verarbeitete.

### Sonstiges
Sein Nachlass befindet sich im Fritz-Hüser-Institut für Literatur und Kultur der Arbeitswelt in Dortmund.

## Werke
- Links die Fahrt und rechts die Bremse, Essen 1936
- Entgleist, Kevelaer 1950